# Jašunja
Jašunja (cyr. Јашуња) – wieś w Serbii, w okręgu jablanickim, w mieście Leskovac. W 2011 roku liczyła 400 mieszkańców.